# UFC on Fox: Shevchenko vs. Peña
UFC on Fox: Shevchenko vs. Peña è stato un evento di arti marziali miste tenuto dalla Ultimate Fighting Championship svoltosi il 28 gennaio 2017 al Pepsi Center di Denver, Stati Uniti.

## Retroscena
Nel main event si affrontarono, in un potenziale incontro valido come eliminatoria per il titolo dei pesi gallo UFC, Valentina Shevchenko e Julianna Peña.
L'incontro di pesi gallo tra Raphael Assunção e Aljamain Sterling doveva inizialmente svolgersi per l'evento UFC Fight Night: Lewis vs. Abdurakhimov. Tuttavia, Sterling venne rimosso dalla card per infortunio e l'incontro venne spostato per questo evento.
Yancy Medeiros avrebbe dovuto affrontare Li Jingliang. Tuttavia, nei primi giorni di gennaio, Medeiros venne rimosso dall'incontro e rimpiazzato dal nuovo arrivato Bobby Nash.
L'incontro tra l'ex campione dei pesi medi Bellator Hector Lombard e Brad Tavares doveva svolgersi per questo evento, ma il 10 gennaio l'intero match venne cancellato.
Ad una settimana dall'inizio dell'evento, John Phillips venne rimosso dall'incontro con Marco Rogerio de Lima e rimpiazzato da Jeremy Kimball. Alla cerimonia del pesi, De Lima superò il limite massimo della sua categoria, pesando 95 kg. L'incontro venne quindi spostato nella categoria catchweight.

## Risultati
|                                   | Divisione             |                        |                       |                        | Metodo                                      | Round                 | Tempo                 | Premio                |
| Card Principale (Fox)             | Card Principale (Fox) | Card Principale (Fox)  | Card Principale (Fox) | Card Principale (Fox)  | Card Principale (Fox)                       | Card Principale (Fox) | Card Principale (Fox) | Card Principale (Fox) |
| --------------------------------- | --------------------- | ---------------------- | --------------------- | ---------------------- | ------------------------------------------- | --------------------- | --------------------- | --------------------- |
|                                   | Pesi Gallo (F)        | Valentina Shevchenko   | batte                 | Julianna Peña          | Sottomissione (armbar)                      | 2                     | 4:29                  | POTN                  |
|                                   | Pesi Welter           | Jorge Masvidal         | batte                 | Donald Cerrone         | KO Tecnico (pugni)                          | 2                     | 1:00                  | POTN                  |
|                                   | Pesi Massimi          | Francis Ngannou        | batte                 | Andrei Arlovski        | KO Tecnico (pugni)                          | 1                     | 1:32                  | POTN                  |
|                                   | Pesi Piuma            | Jason Knight           | batte                 | Alex Caceres           | Sottomissione (rear-naked choke)            | 2                     | 4:21                  | POTN                  |
| Card Preliminare (Fox Sports 1)   |                       |                        |                       |                        |                                             |                       |                       |                       |
|                                   | Pesi Medi             | Sam Alvey              | batte                 | Nate Marquardt         | Decisione unanime (29-28, 29-28, 29-28)     | 3                     | 5:00                  |                       |
|                                   | Pesi Gallo            | Raphael Assunção       | batte                 | Aljamain Sterling      | Decisione non unanime (28-29, 29-28, 29-28) | 3                     | 5:00                  |                       |
|                                   | Pesi Welter           | Li Jingliang           | batte                 | Bobby Nash             | KO (pugni)                                  | 2                     | 4:45                  |                       |
|                                   | Pesi Mediomassimi     | Jordan Johnson         | batte                 | Luís Henrique da Silva | Decisione unanime (30-27, 30-27, 30-27)     | 3                     | 5:00                  |                       |
|                                   | Pesi Medi             | Eric Spicely           | batte                 | Alessio Di Chirico     | Sottomissione (strangolamento a triangolo)  | 1                     | 2:14                  |                       |
|                                   | Catchweight (95 kg)   | Marcos Rogério de Lima | batte                 | Jeremy Kimball         | KO Tecnico (pugni)                          | 1                     | 2:27                  |                       |
| Card Preliminare (UFC Fight Pass) |                       |                        |                       |                        |                                             |                       |                       |                       |
|                                   | Pesi Mosca            | Alexandre Pantoja      | batte                 | Eric Shelton           | Decisione non unanime (29-28, 28-29, 29-28) | 3                     | 5:00                  |                       |
|                                   | Pesi Leggeri          | Jason Gonzalez         | batte                 | J.C. Cottrell          | Sottomissione (D'Arce choke)                | 1                     | 3:54                  |                       |

## Premi
I lottatori premiati ricevettero un bonus di 50.000 dollari.
Legenda:
- FOTN: Fight of the Night (vengono premiati entrambi gli atleti per il miglior incontro dell'evento)
- POTN: Performance of the Night (viene premiato il vincitore per la migliore performance dell'evento)

## Incontri Annullati
|  | Divisione         |                        |        |               | Motivo                            |
|  | ----------------- | ---------------------- | ------ | ------------- | --------------------------------- |
|  | Pesi Welter       | Yancy Medeiros         | contro | Li Jingliang  | Medeiros venne rimosso dalla card |
|  | Pesi Welter       | Hector Lombard         | contro | Brad Tavares  | L'incontro venne cancellato       |
|  | Pesi Mediomassimi | Marcos Rogério de Lima | contro | John Phillips | Phillips venne rimosso dalla card |